# 山崎つる子
山崎 つる子（やまざき つるこ、1925年〈大正14年〉1月13日 - 2019年〈令和元年〉6月12日）は、日本の美術家。前衛美術グループ「具体美術協会」の創設メンバー17名のひとりとしても知られる。ブリキを用いた立体作品、パフォーマンス、絵画作品など多様な作品を手掛けた。兵庫県芦屋市出身。

## 経歴

### 生い立ち～活動初期
1925年、兵庫県芦屋市に生まれる。家族構成は両親と兄と姉と妹。甲南高等女学校を経て、小林聖心女子学院に進む。
1946年夏、精道小学校で開催された芦屋市主催の市民講座に聴講に行った山崎は、講師として呼ばれた吉原治良に出会う。吉原はモンドリアンについて講演し、3日目の最終日の実習では教室の手洗い場を描かせる風変わりな講座であった。しかしこれを機に、山崎は吉原の自宅で開催された絵画教室に友人と通い、指導を受けるようになる。
1948年、小林聖心女子学院を卒業。同年、吉原が代表を務める〈芦屋市美術協会〉の「第1回芦屋市美術展覧会」に、風景を描いた6号ほどの具象絵画を出品（以降連続出品。第7回展で会員推挙、第21回展より審査委員を務める）。1950年の第3回同展ではキュビズム風の《顔》を出品しており、急激な作風の変化が見て取れる。

### 〈具体美術協会〉における活動
1954年、吉原と彼のもとに集まった若者たちによる〈具体美術協会〉の結成に参加。
翌1955年7月「真夏の太陽にいどむ野外モダンアート実験展」では、トタン板を四角く切って縦に長く繋げた《トタン板の鎖》を発表。以降、金属の光沢を利用した作品を多く手掛けるようになる。同年10月の「第1回具体美術展」では、 染料を定着させたブリキ缶をランダムに配置する作品《ブリキ缶》などを出品。翌1956年7月「野外具体美術展」では、赤いビニールを木に括って張り巡らせた蚊帳状の立体作品（再制作《赤》1985年、兵庫県立美術館蔵）と、鮮やかな染料が施されたブリキ板が高さ3.3メートル、幅6.6メートルまで繋がれた作品《三面鏡》（再制作《三面鏡ではない》2007年、金沢21世紀美術館蔵）を発表した。これらの作品群は、ブリキ、染料、光、影といったそれぞれの物質感が連鎖作用を起こすことで存在感を放つ。
1950年代後半から、フランスの美術批評家であるミシェル・タピエとの交流により〈具体〉はアンフォルメルの代表的グループと見なされ、海外進出を果たすが、これにしたがって絵画が活動の中心になり出す。山崎も「第6回具体展」（1958年）を境に、キャンバスを支持体とした平面作品に取り組んだ。典型的な作例では、硬質なストライプを背景に、円・楕円・矩形といった幾何学的形態や、雲状の有機的な形態、勢いを感じさせるストロークなどを多様に組み合わせ、それぞれの色調の強烈な対比によって目の覚めるような効果を生んでいる。
支持体にキャンバスを常用し始めた後も、凹凸のある金属板を壁面に不規則に配置した作品や（「第8回具体美術展」1959年）、皺をつくった金属板の下方から色とりどりの照明を当てた作品（「第10回具体美術展」会場入口ディスプレイ、1961年）など、光とブリキの色彩や素材感を浮き彫りにする作品も継続して発表した。
1972年の解散まで同協会に在籍した。

### 1970年代以降
1975年、吉村益信の呼びかけで結成された日本初の芸術家のネットワーク〈アーティスト・ユニオン〉に参加。
1970年代後半からは、ゴリラ、犬、豚といったモチーフが画面上に反復して描かれる平面作品を手がけた。モチーフの多くは大衆的なイメージを着想源としており、時として、ライオンとビールの商標といった唐突な組み合わせも行われる（《Title（観察者）》1985年、金沢21世紀美術館蔵）。既存のイメージと独自の色彩やフォルムとが自由自在に横断しながら、互いに無限に関係性を持ち続けるさまは、山崎の作品に通底した特質とされる。2000年代以降は改めてブリキを支持体とした平面作品を手掛け、色彩の交錯、形態の錯綜の追求を続けた。
2004年「亀高文子記念・赤艸社賞」受賞。2019年6月12日、肺炎のため死去。94歳没。

## 主な展覧会
- 2004年 - リフレクション 山崎つる子 （於・芦屋市立美術博物館）
- 2007年 - 特別展示「山崎つる子 連鎖する旋律」 （於・金沢21世紀美術館）
- 2008年 - Rose is a Rose is a Rose 草間彌生・田中敦子・山崎つる子三人展 （於・ベルギー、2009年まで）
- 2011年 - サイレント・エコー コレクション展II （於・金沢21世紀美術館）
- 2020年 - 兵庫県立美術館開館50周年：今こそGUTAI  県美の具体コレクション （於・兵庫県立美術館）